# Province d'Alexandrie
Pour les articles homonymes, voir Alexandrie (homonymie).
La province d'Alexandrie (en italien : provincia di Alessandria) est une province italienne du Piémont dont le chef-lieu est Alexandrie.

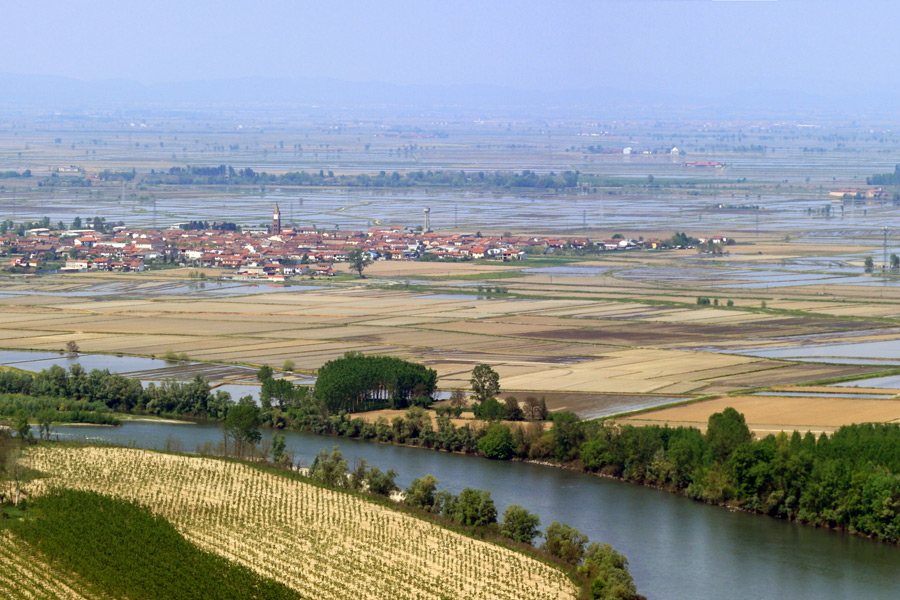
Panorama des hauteurs du bas vercellese avec le fiume Po dai primi rilievi del Monferrato Casalese.

## Histoire
La ville de Tortona appartenait au duché de Milan. Veuve de François II Sforza, Christine de Danemark la reçut en douaire. Cette nièce de l'empereur Charles Quint épousa en secondes noces le duc François Ier de Lorraine. De nouveau veuve à l'âge de 24 ans, elle est chargée de la régence des duchés pour son fils Charles III de Lorraine, mais en 1552, le roi de France Henri II la destitue arbitrairement et lui enlève son fils qu'il fera élever à sa cour par un entourage francophile. Christine se réfugie en Bavière mais revient en Lorraine quand son fils, devenu majeur, la rappelle. En 1578, Christine rejoint ses terres italiennes. Elle meurt à Tortona en 1590.
Par le traité d'Utrecht, en 1713, le duc Victor-Amédée II de Savoie annexe à la Savoie, et donc au Piémont, la province d'Alexandrie comprenant la Lomelline et Valenza.

## Économie
- Viticulture :
  - Monferrato Ciaret